# Bentley Mulsanne
La Bentley Mulsanne est le nom donné à deux automobiles de luxe produites par le constructeur automobile britannique Bentley Motors. Le nom Mulsanne évoque le village sarthois éponyme où se termine la mythique ligne droite des Hunaudières où les bolides de la course des 24 Heures du Mans atteignent leur vitesse maximale. Ce nom est choisi en mémoire des 5 victoires des Bentley sur cette course entre 1924 et 1930.
La première Bentley Mulsanne est produite entre 1980 et 1992, à la suite de quoi elle prend le nom de Bentley Brooklands. La deuxième est produite de 2010 à 2020.

## 1regénération
La Bentley Mulsanne est une voiture de luxe produite par Bentley Motors de 1980 à 1992. Elle est basée sur la Rolls-Royce Silver Spirit.
De 1992 à 1998, après une remise à jour technique, elle poursuit sa carrière sous le nom de Bentley Brooklands. 

### Mulsanne Turbo
De 1982 à 1985, une version adoptant un moteur Turbo  est produite sous le nom de Bentley Mulsanne Turbo. Elle est  remplacée par la Bentley Turbo R.

### Eight
De 1984 à 1992, une version simplifiée et moins onéreuse de la Mulsanne est produite sous le nom de Bentley Eight. Elle reçoit une calandre grillagée et des suspensions sport.

### Mulsanne S
De 1987 à 1992, une version modifiée de la Mulsanne est produite sous le nom de Bentley Mulsanne S. Elle reçoit des doubles optiques rondes et des suspensions sport.

## 2egénération

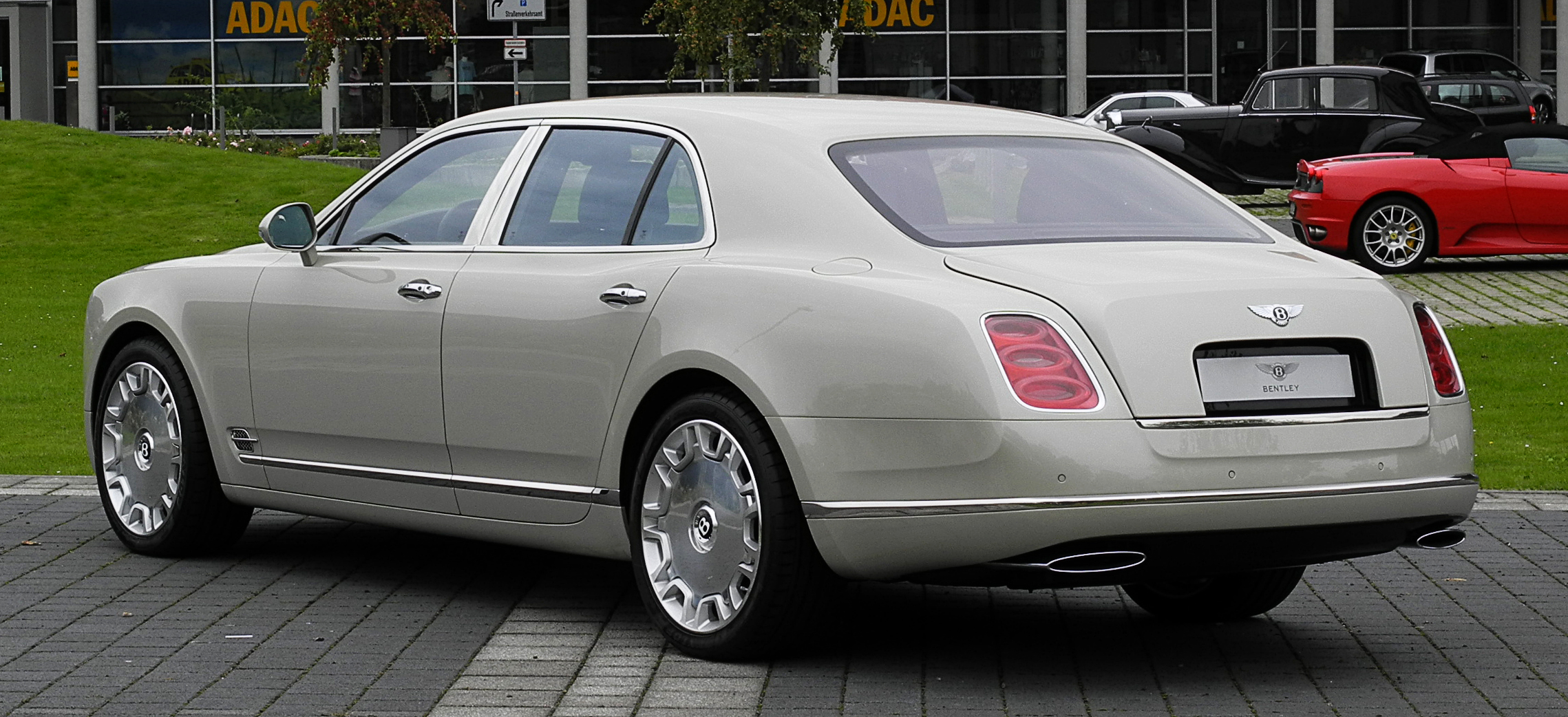
Face arrière de la Bentley Mulsanne.

Présentée à Pebble Beach en 2009, la nouvelle Bentley Mulsanne se présente comme le successeur de la Bentley Arnage, dernière Bentley conçue en coopération avec Rolls-Royce (qui produisait sa jumelle, la Rolls-Royce Silver Seraph).
Cette luxueuse limousine bénéficie d'un choix de 24 sortes de cuir, 9 essences de bois, 21 couleurs de moquette et dispose d'un système audio de 2 200 watts via 20 sorties.

### Phase 2

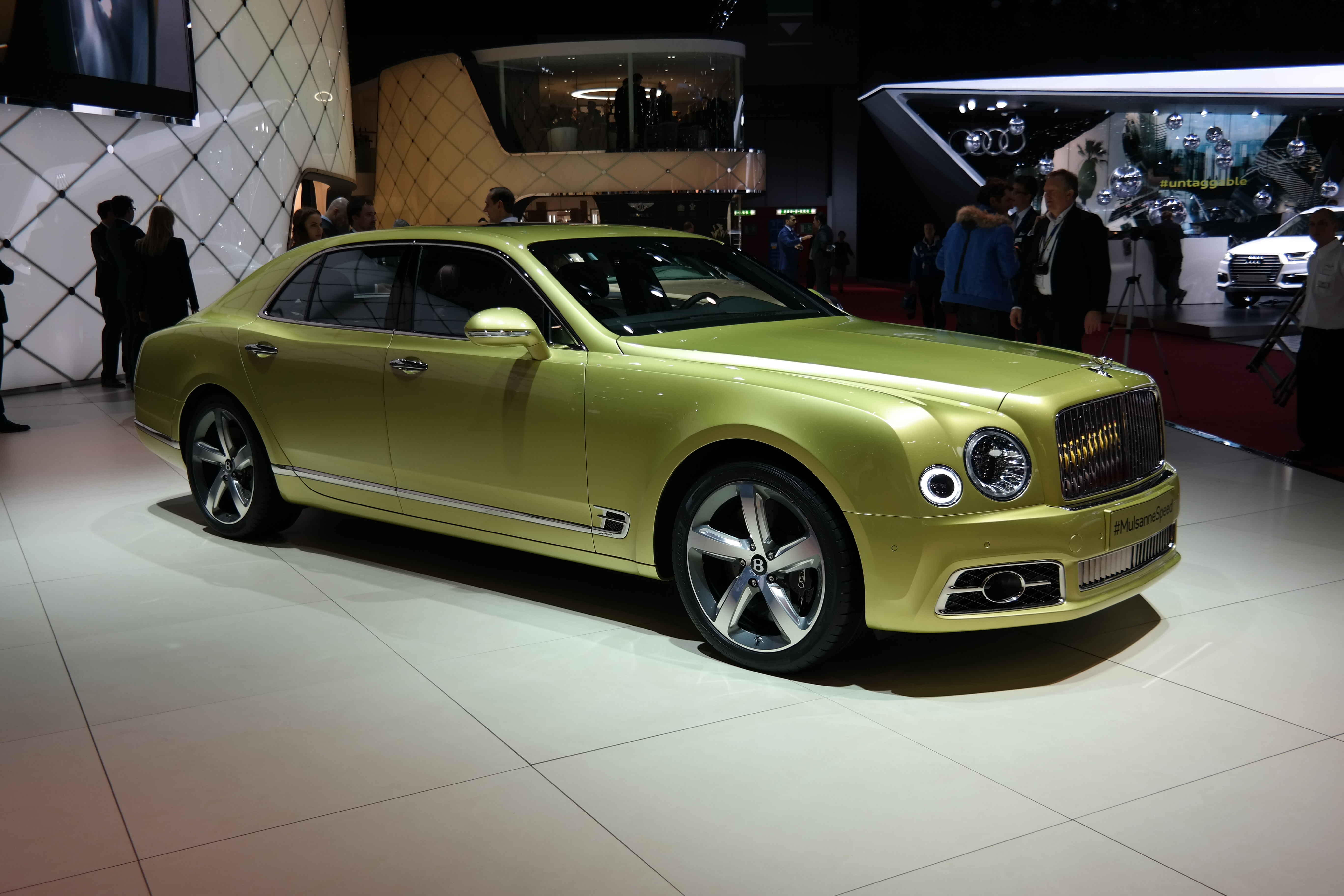
Bentley Mulsanne II Phase 2.

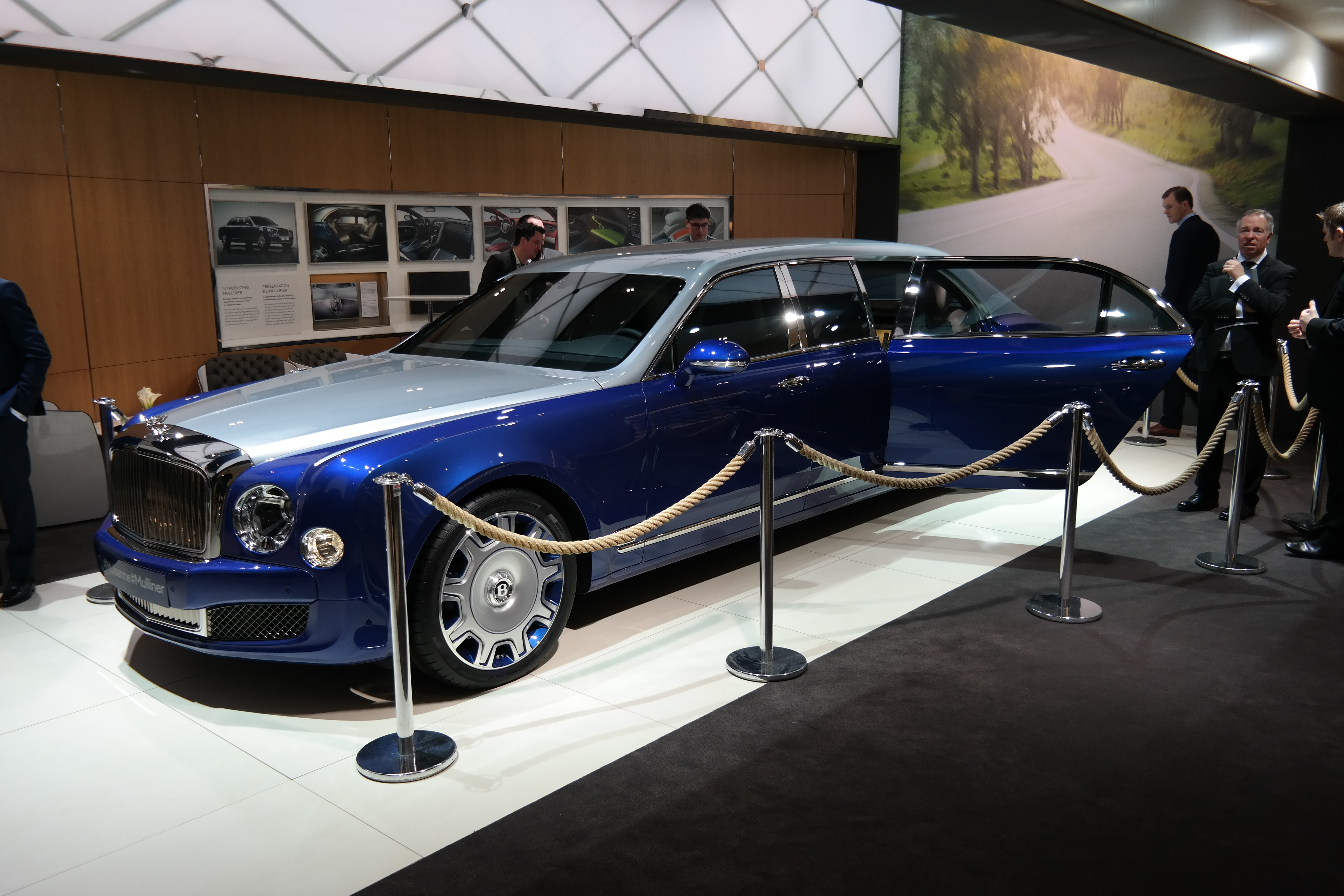
Bentley Mulsanne II Gran Limousine.

En 2016, la Mulsanne est restylée et sa version est dévoilée au salon de Genève 2016. Les phares sont à LED, une nouvelle calandre grillagée apparaît, évoquant les Bentley des années 1930 à 1985, les boucliers intègrent en partie basse des entrées d'air cernées d'un élément chromé en forme de B que l'on retrouve aussi sur les nouveaux feux arrière et un capot redessiné. Au même moment Bentley sort une version longue nommée Mulsanne Grand Limousine.

### Mulsanne 6.75 Edition by Mulliner
En janvier 2020, le constructeur propose une ultime série limitée nommée « Mulsanne 6.75 Edition by Mulliner », et produite à 30 exemplaires avant la fin de la production de la Mulsanne programmée à l'été 2020.